# Brinkworth, South Australia
Brinkworth är en ort i Australien. Den ligger i kommunen Wakefield och delstaten South Australia, omkring 140 kilometer norr om delstatshuvudstaden Adelaide. Antalet invånare är 401.
Trakten runt Brinkworth är nära nog obefolkad, med mindre än två invånare per kvadratkilometer.. Närmaste större samhälle är Snowtown, omkring 20 kilometer sydväst om Brinkworth.
Trakten runt Brinkworth består till största delen av jordbruksmark. Genomsnittlig årsnederbörd är 581 millimeter. Den regnigaste månaden är juni, med i genomsnitt 95 mm nederbörd, och den torraste är december, med 13 mm nederbörd.